# Víktor Denísov
Viktor Viktorovich Denisov –en ruso, Виктор Викторович Денисов– (Kalinin, URSS, 2 de abril de 1966) es un deportista ruso que compitió en piragüismo en la modalidad de aguas tranquilas. 
Representó a la Unión Soviética en los Juegos Olímpicos de Seúl 1988, obteniendo dos medallas de plata: en las pruebas de K2 500 m y K4 1000 m. Ganó diez  medallas en el Campeonato Mundial de Piragüismo entre los años 1985 y 1995.

## Palmarés internacional
| Representando a la URSS |                           |                   |             |
| Juegos Olímpicos        |                           |                   |             |
| Año                     | Lugar                     | Medalla           | Competición |
| 1988                    | Seúl (Corea del Sur)      | Medalla de plata  | K2 500 m    |
| 1988                    | Seúl (Corea del Sur)      | Medalla de plata  | K4 1000 m   |
| Campeonato Mundial      |                           |                   |             |
| Año                     | Lugar                     | Medalla           | Competición |
| 1985                    | Malinas (Bélgica)         | Medalla de plata  | K4 500 m    |
| 1986                    | Montreal (Canadá)         | Medalla de plata  | K4 500 m    |
| 1987                    | Duisburgo (RFA)           | Medalla de oro    | K4 500 m    |
| 1987                    | Duisburgo (RFA)           | Medalla de bronce | K4 1000 m   |
| 1989                    | Plovdiv (Bulgaria)        | Medalla de oro    | K4 500 m    |
| Representando a Rusia   |                           |                   |             |
| Campeonato Mundial      |                           |                   |             |
| Año                     | Lugar                     | Medalla           | Competición |
| 1993                    | Copenhague (Dinamarca)    | Medalla de oro    | K4 500 m    |
| 1993                    | Copenhague (Dinamarca)    | Medalla de bronce | K4 1000 m   |
| 1994                    | Ciudad de México (México) | Medalla de oro    | K4 200 m    |
| 1994                    | Ciudad de México (México) | Medalla de oro    | K4 500 m    |
| 1994                    | Ciudad de México (México) | Medalla de oro    | K4 1000 m   |
| 1995                    | Duisburgo (Alemania)      | Medalla de oro    | K4 500 m    |
| 1995                    | Duisburgo (Alemania)      | Medalla de plata  | K4 200 m    |